# NGC 6379
NGC 6379 (другие обозначения — UGC 10886, IRAS17283+1619, MCG 3-44-10, ZWG 111.44, ZWG 112.2, PGC 60421) — спиральная галактика (Sc) в созвездии Геркулес.
Этот объект входит в число перечисленных в оригинальной редакции «Нового общего каталога».